# Elmar Huseynov
Elmar Sabir Huseynov (Baku, 17 luglio 1967 – Baku, 2 marzo 2005) è stato un giornalista azero indipendente, famoso per le sue aspre critiche verso la classe dirigente azera e per la sua denuncia della corruzione presente all'interno degli ambienti governativi. Ha anche puntato l'attenzione verso il mancato rispetto dei diritti umani e gli episodi di tortura nelle carceri azere.
Huseynov è stato assassinato nel marzo 2005 e si ritiene che il suo omicidio sia stato ordinato da funzionari governativi e che sia stato eseguito a causa delle sue idee e delle aspre critiche espresse tramite i suoi scritti sia contro le autorità azere (in particolare verso il presidente allora in carica İlham Əliyev e suo padre, nonché predecessore, Heydər Əliyev) che contro quella che Huseynov definiva "opposizione tradizionale".

## Biografia
Elmar Huseynov ha studiato presso l'Università di Architettura e Costruzione dell'Azerbaigian, specializzandosi come ingegnere idraulico
Ha iniziato la sua carriera giornalistica negli anni Novanta, scrivendo su Zerkalo, un quotidiano indipendente in Azerbaigian, scritto in lingua russa; è stato quindi redattore capo del settimanale Alver. 
Nel 1996 ha co-fondato l'agenzia di stampa "Trend". Nel 1998 è stato condannato per "insulti alla nazione" e, non potendo pagare la multa, è stato costretto a chiudere la sua agenzia. Nell'agosto 1998, ha aperto il Bakinskiy Bulvar, che è stato chiuso il 4 settembre per ordine del tribunale. Nel novembre 1999, ha creato il settimanale Bakinskie Vedomosty, che è stato chiuso dopo otto edizioni.
Nel febbraio 2000, ha dato alle stampe Monitor, settimanale di opposizione; il settimanale era considerato pericoloso per il regime perché, scritto in lingua russa, poteva far leva su una fetta dell'elettorato, quella appunto di lingua russa, fino ad allora rimasta inattiva.
Huseynov durante la sua carriera, ha ricevuto molte minacce ed è stato sottoposto a vessazioni e arresti da parte delle autorità, che lo hanno perseguito oltre 30 volte; ha ricevuto varie offerte di asilo politico ma non ha mai voluto lasciare il suo paese. In un'intervista alla BBC aveva dichiarato: "Non siamo giornalisti, siamo guerriglieri".
È stato ucciso con sette colpi di pistola mentre, di ritorno dal lavoro, saliva le scale del palazzo in cui abitava.
Il suo assassinio è considerato uno degli esempi del fatto che la stampa azera è la "meno libera nei paesi del Caucaso" e i suoi esponenti non allineati "muoiono più facilmente".

### La protesta dopo la morte di Huseynov
Nonostante la proibizione del governo, i funerali di Huseynov si sono trasformati in una grande manifestazione di protesta, dove hanno parlato importanti giornalisti ed esponenti dell'opposizione. Si è calcolato che fossero presenti circa tremila persone; alcuni attivisti hanno espresso l'idea che l'omicidio, dovuto alle idee di Huseynov, sia stato un catalizzatore nell'emergere di un movimento sociale contro la prepotenza del governo azero.  D'altra parte, con l'assassinio di Huseynov rimasto impunito, si è assistito a un chilling effect sui giornalisti indipendenti e di opposizione e sui media, sui quali è stata rafforzata l'azione repressiva e intimidativa del governo azero arrivando a rapimenti e attacchi fisici senza che nessuno di questi episodi sia stato sottoposto a indagini da parte delle autorità. Reporters without Borrders, nel suo  Worldwide Press Freedom Index, la lista dei paesi con maggiore libertà di stampa, nel 2005 ha collocato l'Azerbaigian 141° su 167 nazioni. Ancora nel 2018, la situazione è persino peggiorata con un 163º posto.

### Gli sviluppi delle indagini
Le indagini sull'omicidio sono state delegate al Ministero della Sicurezza Nazionale perché lo stesso è stato classificato come "atto terroristico", I primi sospetti sono caduti su due cittadini georgiani, Tahir Khubanov e Teymuraz Aliyev: le autorità azere hanno dichiarato che la Georgia ha rifiutato di estradare i due, ma questa dichiarazione non ha trovato conferma da parte dei funzionari georgiani; in particolare i rappresentanti del ministero della Giustizia georgiano hanno dichiarato di non avere mai ricevuto alcuna richiesta di estradizione dei due sospettati da parte delle autorità azere.
In seguito Eynulla Fatullayev, una collaboratrice di Huseynov che scriveva per Monitor e che è stata imprigionata per ragioni politiche, ha dichiarato che la reale causa del suo arresto era stata l'avere condotto indagini personali sulla morte di Elmar Huseynov ed ha accusato come responsabile dello stesso il colonnello Akif Chovdarov, funzionario del ministero della Sicurezza nazionale.
La Corte europea dei diritti dell'uomo, pur dichiarando l'impossibilità di provare una responsabilità nell'omicidio da parte dello stato azero, ha stabilito che le autorità azere non hanno fatto i passi necessari perché fosse fatta giustizia e ha riconosciuto un indennizzo di 20.000 euro alla moglie del giornalista, Rushanya Huseynova, la quale ha continuato l'attività del marito sotto falso nome finché, a seguito delle minacce subite, è stata costretta ad andarsene dal paese, emigrando insieme al figlio in Norvegia, dove ha chiesto asilo politico. In special modo, la donna era stata minacciata di essere uccisa dopo avere scritto che il governo azero era il mandante dell'assassinio di Huseynov.